# 藤田和日郎
藤田和日郎（日语：／ Fujita Kazuhiro，1964年5月24日—），日本漫畫家。男性。出身於北海道旭川市。本名藤田 和宏（日文讀音相同）。
旭川市立東町小學校、北海道旭川東高等學校、日本大學法學院新聞學系畢業。現在工作地點在東京都豐島區。
1988年，藤田以《接駁船奇譚》在《週刊少年Sunday》增刊號上首度亮相，1990年，以《潮與虎》首次開始在《週刊少年Sunday》連載。代表作有《潮與虎》、《傀儡馬戲團》、《月光條例》、《破壞雙亡亭》等。主要活躍於《週刊少年Sunday》。

## 來歷
藤田和日郎從小就喜歡看漫畫和看書，其出發點是羅傑·澤拉茲尼的小說《死亡路》。高中時期，他與朋友成立了漫畫研究會，1982年，在讀了高橋留美子的恐怖短篇作品《偷窺鳥》之後，他立志成為一名漫畫家。高中時期，當他在反覆嘗試如何畫畫時，他記得曾向安彥良和請教，當時安彥良和來到他的家鄉旭川，在動畫電影《Crusher Joe》的舞台上迎接他。在活動上，藤田聽到安彥說「視線一旦確定，身體的方向就確定了」，所以他決定「先從眼睛畫出一個人」。這種繪畫風格在成為專業人士後也一直延續著。1983年，藤田搬到東京上大學。大學時期曾加入漫畫研究會、動畫研究會、推理科幻研究會，為小說繪製插圖。除了漫畫和插畫的訓練外，他還接受了動畫導演押井守的哥哥作為直接教學的形意拳訓練，這反映在他的短篇集裡。
在擔任淺利義遠的助手後，1988年首次亮相，其作品《接駁船奇譚》入選第22屆小學館新人漫畫大獎，並在《週刊少年Sunday》增刊號發表。1989年，以《潮與虎》獲得第2屆少年Sunday漫畫大獎。該獎項是由少年Sunday主辦的新人獎，並宣布獲獎作品將連載。隔年，也就是1990年，該作品開始在少年Sunday雜誌上連載。並連載了6年多，成為熱門作品，甚至還被製作成OVA。
1997年至2006年，《傀儡馬戲團》在少年Sunday連載。持續了將近9年。
《傀儡馬戲團》完結之後，離開少年Sunday，一時轉戰《Big Comic Spirits》、《Morning》等青年雜誌。2008年重返少年Sunday連載《月光條例》，至2014年。
2015年至2016年，《潮與虎》成為藤田首部電視動畫作品。下一部作品《傀儡馬戲團》也於2018年至2019年被製作成電視動畫。
2016年至2021年，《破壞雙亡亭》在《週刊少年Sunday》連載。
2022年，《黑博物館 新月啊，與怪物共舞》（《黑博物館第3季》）在3月10日發行的週刊《Morning》上開始連載。
2025年，《銀山》開始在《週刊少年Sunday》上連載。

## 年表
※未列出的雜誌為《週刊少年Sunday》及其增刊號。
- 1988年：以《接駁船奇譚》獲得第22屆新人漫畫大獎，作為漫畫家出道。
- 1989年：以《潮與虎》獲得第2屆少年Sunday漫畫大獎。
- 1990年：以《潮與虎》連載出道（—1996年）。
- 1992年：以《潮與虎》獲得第37屆小學館漫畫獎少年部門獎。
- 1997年：《傀儡馬戲團》連載開始（—2006年）。以《潮與虎》獲得第28屆星雲獎漫畫部門獎。
- 2007年：《飛翔於天際的邪眼（日语：邪眼は月輪に飛ぶ）》在《Big Comic Spirits》連載，隨後《黑博物館彈簧腿傑克（日语：黒博物館）》在《Morning》連載（均於同一年結束）。
- 2008年：《月光條例》連載開始（—2014年）。
- 2014年：《黑博物館Ghost&Lady（日语：黒博物館）》連載開始（—2015年）。
- 2015年：《浦澤直樹之漫勉（日语：浦沢直樹の漫勉）》「藤田和日郎」（NHK教育，2015年9月11日（五）播出）[c]。
- 2016年：《破壞雙亡亭》連載開始（—2021年）。
- 2019年：《人類是啥？超AI入門（日语：人間ってナンだ?超AI入門）》第2季第3回客串演出（NHK教育，2019年1月24日（四）播出）。
- 2022年：《黑博物館 新月啊，與怪物共舞（日语：黒博物館）》連載開始（—2023年）。
- 2025年：《銀山》連載開始[22]。

## 人物
- 常常有人問藤田，該筆名中的漢字是否是根據姓氏占卜（日语：姓名判断）來選擇的，但實際上，他用「和日郎」拼寫畫的作品恰好是，所以他只是以這個名字為契機開始稱呼自己[12]。
- 影響藤田的漫畫家有永井豪、高橋留美子、高橋葉介、吉田聰、諸星大二郎[7]、淺利義遠、猴子拳、細野不二彥、石川賢。他之所以把作品帶到《Sunday》雜誌的原因是「因為我最喜歡的高橋留美子就在那裡」。他在後來的訪談中表示，他認為自己不讓他說一句話是因為他過度談論了自己對高橋作品的感受[10]。
- 藤田畫女生的方式受到高橋留美子和細野不二彥的影響。也多次臨摹《福星小子》第2冊封面上的拉姆[24]。
- 在小說家中，提到了山田風太郎、隆慶一郎、史蒂芬·金、泉鏡花、小泉八雲[25]。
- 其單行本的其餘幾頁通常包括由他的助手撰寫的有關後台故事的附加漫畫，在這些作品中，藤田戴著眼鏡，額頭禿頂。另外，在《傀儡馬戲團》中，小丑的紅色假鼻子也是商標[26]。
- 喜歡的音樂類型是重金屬和硬式搖滾。喜歡的樂團包括深紫樂團、彩虹合唱團（英语：Rainbow (rock band)）、黑色安息日、奧茲·奧斯本、猶太祭司、鐵娘子樂團、容樂團（英语：Accept (band)）、萬聖節樂團、日暮頌歌、伊凡塞斯等。在「我希望你在閱讀自己的漫畫時聽這首歌」的調查問卷中，他將日暮頌歌的的《Escapist（英语：Dark Passion Play）》列為他自己想聽的歌曲[27]。藤田也自稱是筋肉少女帶的粉絲，並根據他們的歌曲《機械（日语：キラキラと輝くもの）》（短篇集《曉之歌》收錄的「飛揚於天空中的翅膀…」）畫了一部短篇。另外，該樂團也曾擔任動畫《潮與虎》的片頭主題曲，藤田本人也為選集小說《筋肉少女帶小說化計劃》繪製了封面插圖。
- 喜歡電影，尤其喜歡恐怖片和動作片。 對於恐怖片，提到了達利歐·阿基多等人[28]。
- 他和漫畫家皆川亮二同時出道，2人在新人漫畫大獎頒獎典禮上還坐在一起時是好朋友，即使是現在，只要想到皆川亮二在同一個世界，他就感覺好多了[24]。
- 本身的漫畫方針是「漫畫的主要目的是讓人們快樂。為此，第一步是繪製易於理解的漫畫。並給讀者讀後良好的感受。最好的漫畫是那些正確地做到了這一點的漫畫。我認為，讓讀者感到難過的並不是漫畫」。他說「繼續畫出理想漫畫的人是高橋留美子，高橋老師是最強的漫畫家」[24]。

### 以藤田為原型的角色
唐巢和宏
《GS美神 極樂大作戰!!》（椎名高志）登場的美神令子的老師兼掃鬼神父。
富士鷹操筆樂
《新漫畫狂戰記》（島本和彥）登場的虛構漫畫家。有自己的審美觀。
漫畫家
《改造新人類》（久米田康治）登場的漫畫家。接受編輯部的招待。此外，《傀儡馬戲團》的龐泰洛也在本作頻繁出現。
不二多勝日郎
《隱瞞之事》（久米田康治）登場的漫畫家。作品中被稱為「黑暗奇幻大師」，其中有一個場景是主角後藤可久士稱他為「漫豪」（漫畫家版的「文豪」） 。它戴著眼鏡，一身日式服裝，留著長髮，身材修長，與其他作品中以藤田和日郎為原型塑造的角色有很大不同。藤田本人在自己的Twitter上評論「角色設定雖然看起來很酷但請饒恕」。
於電視動畫版的官方Twitter證實，該角色的原型就是藤田，而藤田也畫了應援插圖。
鬼
《旋風管家》（健二郎）登場的。據說，當一個人獲得神化之後，它就會變成惡魔。準確來說，是以上述「富士鷹操筆樂」為原型的角色。
東京地震中一名男子受災戶
《日本沉沒》（小松左京原作、一色登希彥作畫）登場的男子。被地震中倒塌的家具所壓住。另外，刊登本故事的《週刊Big Comic Spirits》雜誌也收錄了《飛翔於天際的邪眼》（第1話）。

## 作品列表

### 漫畫作品
有關詳細的書目信息，請參閱每篇連結的文章。

- 截至2025年5月。
- 預設會按發布順序顯示。若要在按其他列排序後傳回預設順序，請使用最左邊的欄位排序。
- 「形式」的欄位依據是連載還是短篇，大致分為兩種。若是前後篇作品被視為一次性作品。
- 在「雜誌」的欄位，Magazine Box公司的縮寫寫為「MB」。按名稱排序，不包括發佈頻率（週刊 etc.）。
- 「收錄」的欄位顯示包含的書籍。有關符號對應關係，請參閱#漫畫單行本。「-x」表示每本書中的收錄順序。

|  | 連載作品 |  | 單篇作品 |

|    | 作品名（日文原名）                | 類型 | 發行   | 發表雜誌                                      | 收錄         | 備註 |
| -- | --------------------------------- | ---- | ------ | --------------------------------------------- | ------------ | --- |
| 1  | 帶刀石佛（）                      | 單篇 | —      | 雜誌未發表（約1985年執筆）                    | 短2-5        | |
| 2  | 接駁船奇譚（）                    | 單篇 | 小學館 | 《週刊少年Sunday增刊》1988年8月號             | 短1-3        | 第22屆小學館新人漫畫大獎入選作品。 出道作品。 |
| 3  | 帶我去看旋轉木馬！（）            | 單篇 | 小學館 | 《週刊少年Sunday》1988年45號                  | 短1-4        | 首次在《WS》雜誌上發表的作品。 |
| 4  | あきちやんともりて                | 單篇 | MB     | 《潘朵拉》1989年7月號                         | 短1-5        | |
| 5  | 潮與虎（）                        | 連載 | 小學館 | 《週刊少年Sunday》1990年6號—1996年45號        | 潮           | 連載出道作品。 已製作成OVA、電視動畫。 第2屆少年Sunday漫畫大獎入選作品。 第37屆小學館漫畫獎少年部門受獎作品。 第28屆星雲獎漫畫部門受獎作品。 日本媒體藝術100選漫畫部門受獎作品。 在電視動畫版中，也負責劇本統籌。 |
| 6  | 要不要在夜晚散步（）              | 單篇 | 小學館 | 《週刊少年Sunday》1993年18號—19號             | 短1-6        | 前後篇。 |
| 7  | 掌之歌（）                        | 單篇 | 小學館 | 《週刊少年Sunday增刊》1994年6月號             | 短1-2        | 第22屆新人漫畫大獎入選作品。 |
| 8  | 傀儡公主（）                      | 單篇 | 小學館 | 《週刊少年Sunday》1994年47號                  | 短1-1        | 已製作成OVA。 |
| 9  | 瞬擊的虛空（）                    | 單篇 | 小學館 | 《週刊Young Sunday》1996年51號—52號           | 短2-1        | 前後篇。 |
| 10 | 飛揚於天空中的翅膀…（）           | 單篇 | 小學館 | 《週刊少年Sunday》1997年21、22合併號          | 短2-2        | |
| 11 | 傀儡馬戲團（）                    | 連載 | 小學館 | 《週刊少年Sunday》1997年32號—2006年26號       | 傀           | 在電視動畫版中，也負責劇本統籌。 |
| 12 | 蓋美爾宇宙武器店（）              | 單篇 | 小學館 | 《週刊少年Sunday》2000年2、3合併號—4、5合併號 | 短2-3        | 前後篇。 |
| 13 | 美食王駕到（）                    | 單篇 | 小學館 | 《週刊少年Sunday增刊》2003年2月號             | 短2-4        | |
| 14 | 飛翔於天際的邪眼（）              | 連載 | 小學館 | 《週刊Big Comic Spirits》2007年2號—9號        | 邪           | 首次在青年雜誌發表。 [原創研究？] |
| 15 | 黑博物館彈簧腿傑克（）            | 連載 | 講談社 | 《Morning》2007年23號—28號                    | 黑-1         | |
| 16 | 黑博物館彈簧腿傑克 鵝媽媽異聞（） | 連載 | 講談社 | 《Morning》2007年33號—35、36合併號            | 黑-1         | 《黑博物館彈簧腿傑克》續篇。 |
| 17 | 月光條例（）                      | 連載 | 小學館 | 《週刊少年Sunday》2008年17號—2014年19號       | 月           | |
| 18 | 黑博物館Ghost&Lady（）            | 連載 | 講談社 | 《Morning》2014年52號—2015年30號              | 黑-2         | 《黑博物館彈簧腿傑克》系列。 |
| 19 | 破壞雙亡亭（）                    | 連載 | 小學館 | 《週刊少年Sunday》2016年17號—2021年34號       | 雙           | |
| 20 | 黑博物館 拐杖糖（）               | 單篇 | 講談社 | 《Morning》2018年2、3號                       | 單行本未收錄 | 《黑博物館彈簧腿傑克》系列。 |
| 21 | 黑博物館 新月啊，與怪物共舞（）   | 連載 | 講談社 | 《Morning》2022年15號—2023年42號              | 黑-3         | 《黑博物館彈簧腿傑克》系列。 |
| 22 | 銀山（）                          | 連載 | 小學館 | 《週刊少年Sunday》2025年23號—連載中           | 單行本未收錄 | |

### 書籍

#### 漫畫單行本
有關詳細的書目信息，請參閱每篇連結的文章。

- 截至2023年9月。
- 具有相同標題的書籍透過括號【 】的註釋來區分。
- 在「書名」欄位中排序時，短篇集將忽略「藤田和日郎短篇集(x)」。
- 預設每部作品按第1冊出版順序進行匯總，短篇集在最後進行匯總。若要在按其他列排序後傳回預設順序，請使用最左邊的欄位排序。
- 「縮寫」欄表示上述#漫畫作品記錄欄中所使用的縮寫。

|  | 連載作品 |  | 再出版 |  | 短篇集 |  | 再出版短篇集 |

|    | 書名                                 | 發行   | 標籤                  | 判型 | 發行年份      | 冊數 | 備註                                                   | 縮寫 |
| -- | ------------------------------------ | ------ | --------------------- | ---- | ------------- | ---- | ------------------------------------------------------ | ---- |
| 1  | 潮與虎【SSC版】                      | 小學館 | 少年Sunday Comics     | 新書 | 1990年—1997年 | 33   |                                                        | 潮   |
| 2  | 潮與虎外傳                           | 小學館 | 少年Sunday Comics     | 新書 | 1997年        | 1    |                                                        | 潮   |
| 3  | 潮與虎【寬版】                       | 小學館 | 少年Sunday Comics寬版 | 四六 | 2000年—2003年 | 18   | 寬版新書（包含外傳）。                                 | 潮   |
| 4  | 潮與虎【文庫版】                     | 小學館 | 小學館文庫            | 文庫 | 2004年—2006年 | 19   | 文庫版新書（包含外傳）。                               | 潮   |
| 5  | 傀儡馬戲團【SSC版】                  | 小學館 | 少年Sunday Comics     | 新書 | 1998年—2006年 | 43   |                                                        | 傀   |
| 6  | 傀儡馬戲團【寬版】                   | 小學館 | 少年Sunday Comics寬版 | B6   | 2011年—2013年 | 23   | 寬版新書。                                             | 傀   |
| 7  | 飛翔於天際的邪眼                     | 小學館 | Big Comic             | B6   | 2007年        | 1    |                                                        | 邪   |
| 8  | 黑博物館彈簧腿傑克                   | 講談社 | Morning KC            | B6   | 2007年        | 1    |                                                        | 黑-1 |
| 9  | 月光條例                             | 小學館 | 少年Sunday Comics     | 新書 | 2008年—2014年 | 29   |                                                        | 月   |
| 10 | 黑博物館Ghost&Lady                   | 講談社 | Morning KC            | B6   | 2015年        | 2    |                                                        | 黑-2 |
| 11 | 破壞雙亡亭                           | 小學館 | 少年Sunday Comics     | 新書 | 2016年—2021年 | 25   |                                                        | 雙   |
| 12 | 黑博物館 新月啊，與怪物共舞          | 講談社 | Morning KC            | B6   | 2022年—       | 5    |                                                        | 黑-3 |
| 13 | 藤田和日郎短篇集 夜之歌【SSC版】     | 小學館 | 少年Sunday Comics     | 新書 | 1995年        | 1    | 短篇集。ISBN 4-09-123561-1                             | 短1  |
| 14 | 藤田和日郎短篇集(1) 夜之歌【文庫版】 | 小學館 | 小學館文庫            | 文庫 | 2006年        | 1    | 文庫版新書。 追加收錄「」。 ISBN 4-09-193651-2         | 短1  |
| 15 | 藤田和日郎短篇集 曉之歌【SSC版】     | 小學館 | 少年Sunday Comics     | 新書 | 2004年        | 1    | 短篇集。ISBN 4-09-123562-X                             | 短2  |
| 16 | 藤田和日郎短篇集(2) 曉之歌【文庫版】 | 小學館 | 小學館文庫            | 文庫 | 2006年        | 1    | 文庫版新書。 追加收錄「帶刀石佛」。 ISBN 4-09-193652-0 | 短2  |

#### 其它
- 《潮與虎全集》，小學館（原畫集）
  - 上冊：1997年4月發行 ISBN 4-09-179291-X
  - 下冊：1997年7月發行 ISBN 4-09-179292-8
- 《傀儡馬戲團公式指南書 馬戲團的全部》，小學館〈少年Sunday Comics〉，2004年8月15日初版發行 ISBN 4-09-127771-3
- 《畫業20週年紀念全集 藤田和日郎魂》，小學館，2009年7月17日發行 ISBN 978-4-09-199019-8
- ，小學館，2016年7月12日發行 ISBN 978-4-09-127355-0

### 原案等
妖逆門（原案、人物設定）
負責人物設定和原案的《妖逆門》是一個與電視動畫和卡片遊戲相關的跨媒體企劃。在這部作品《潮與虎》的角色也有出場。2006年。
伏妖少年蓬萊（原案協力）
作者是金田達也，又名尼克，藤田組的首席助手。它在增刊雜誌上不定期連載。藤田和日郎作為原案協力參加了。原本是打算拍成電視動畫的企劃。2004年—2006年。

將輕小說改編成漫畫。他似乎為故事的大部分內容提供了建議。2017年—2024年。

### 插圖
插圖技巧 迷你專科 1
插圖素材集。1988年，誠文堂新光社刊 ISBN 978-4416788561。
纐纈城綺譚
田中芳樹的小說。1995年 ISBN 4-257-79023-7
天竺熱風錄
也是田中芳樹的小說。2007年 ISBN 4-396-20825-1

碧星猛的小說。1995年，MediaWorks〈電擊文庫〉刊 ISBN 4-07-302600-3

紙谷通人（紙谷龍生）的小說。1992年，櫻桃書房刊，ISBN 4-87183-624-X ，1993年 ISBN 4-87183-643-6
絕望先生（片尾插圖）
久米田康治原作的電視動畫。2007年。第1期第1話。
Sunday×Magazine xline（特別人物設定）
村枝賢一的漫畫。設計圖紙在《Club Sunday》期間限定發布。2007年7月—9月。
戰國大戰（卡片插圖）
SEGA的街機卡片遊戲。2010年。
手裏劍戰隊忍忍者
Blu-ray COLLECTION第1卷收錄的小冊子封面插圖。2015年。
鬼之尊多拉布 ～獸之森林事件帖 番外篇（封套插圖）
檜木田正史創作、執導的廣播劇CD。2015年。
戶次重幸個人企劃「MONSTER MATES」（主視覺插圖）
戶次重幸創作、執導的舞台劇。2018年。

雷·布萊伯利（翻譯：大久保康雄）的小說。負責創元推理文庫60週年紀念博覽會期間限定封面插圖。2019年。
昭和50年男 2022年3月號／15號（封面）
新繪製的《潮與虎》插圖。包括該雜誌第16頁的藤田訪談文章。2022年。
山田風太郎傑作選 推理篇
山田風太郎的小說。，2022年，河出書房新社〈河出文庫〉出版。，2022年。
筋肉少女帶小說化計劃
村深月、柴田勝家、瀧本龍彥、空木春宵、和慎治、大槻賢二將筋肉少女帶的歌曲改編成小說的選集小說。負責封面插圖。2025年。

## 前助手
藤田告訴其助手「當你來到這裡時，每個人都應該成為漫畫家並走出去」，事實上，藤田培養了許多獨立出道的漫畫家。
- 安西信行[45]
- 井上和郎[45]
- 片山浩之（日语：片山ユキヲ）[45]
- 金田達也（日语：金田達也）[45]
- 雷句誠[45]
- 福田宏（日语：福田宏）[46]
- 箱田裕司（畫家）[47]
- 內富拓地[48]
- [49]

## 聯名商品
- 「藤田和日郎 眼鏡」執事眼鏡，由eye mirror發售[50]。

## 其它
- 封面插圖《不向震災屈服！東日本計劃》—以豬熊忍為中心所發起的慈善活動，與其他漫畫家共同創作東日本大震災慈善同人誌，以支援東日本大地震的受災戶[51]。
- TEAM NACS（日语：TEAM NACS） SOLO PROJECT 戶次重幸《MONSTER MATES》—視覺效果的插圖版本[52]。
- 《諸星大二郎 出道50週年紀念 致敬》—作為尊重諸星的作家參與並貢獻隨筆漫畫[53]。
- 「因為今天是50週年紀念日！花夢成員嘗試的企劃」第1彈『其實我是HMC投稿者！藤田和日郎老師專訪』—《花與夢》2024年1號發表[54]。
- —2025年3月25日播出演出[55]。

## 相關節目
- BS漫畫夜話（日语：BSマンガ夜話）《潮與虎》（2001年2月27日，NHK BS2）—藤田並沒有親自露面。嘉賓是村上知彥（日语：村上知彦）與花柳錦之輔（日语：花柳寿楽 (3代目)）。
- 浦澤直樹之漫勉（日语：浦沢直樹の漫勉）（2015年9月11日，NHK教育）—與浦澤直樹一邊觀看藤田本身《黑博物館Ghost&Lady（日语：黒博物館ゴースト アンド レディ）》的製作過程圖像，一邊進行交談。
- 漫畫未知（日语：まんが未知）（2022年2月2日、9日、4月1日，朝日電視台）—出現在宮下兼史鷹（日语：宮下兼史鷹）（宮下草薙）和藤田的弟弟以成為職業漫畫家為目標的「宮下兄弟職業漫畫未知」單元（第3彈、第4彈）。在4月1日播出的《特別篇》中，播出了。

## 腳註

## 外部連結
- 藤田和日郎的X（前Twitter） （日語）
- Sunday漫畫家Back Stage 藤田和日郎 （日語）